# Iris Le Rütte
Iris Le Rütte (Eindhoven, 31 januari 1960) is een Nederlandse beeldhouwer, tekenaar en dichter.

## Leven en werk
Zij studeerde aan de Amsterdamse Academie voor Beeldende Vorming en de Rijksakademie van Beeldende Kunsten. Tijdens haar studie koos Le Rütte, tegen de destijds heersende mode van abstractie, zelfonderzoek en discussie, voor herkenbare vormen. Tezamen met onder anderen Henk Visch, Thom Puckey, Nicolas Dings en Tom Claassen behoort zij tot de groep kunstenaars die zich sterk maken voor de nieuwe figuratie, de wedergeboorte van de vertelling en het symbool in de beeldende kunst. Naast kleine sculpturen in brons, maakt Le Rütte monumentaal werk dat zich op vele plaatsen in de openbare ruimte bevindt. Haar eerste buitenbeeld - In de wind (1990) - een in tweeën gedeelde giraf op twee sokkels - werd geplaatst in de gemeente Haarlemmermeer. Daarna volgden meer opdrachten van gemeenten en instanties. Een van haar bekendste werken is Fata Morgana, drie monumentale stalen dromedarissen langs de spoorbaan bij de Wibautstraat in Amsterdam. In 2020 zal ter ere van 5-voudig Olympisch kampioen schaatsen Ireen Wüst een beeld in Goirle geplaatst worden.
Haar beeldende werk wordt gezien als figuratief (maar niet realistisch) en sprookjesachtig, waarbij silhouetten, schaduwen, spiegelbeelden, mensvormen en dieren een belangrijke rol spelen. Werk van Le Rütte werd aangekocht door MeesPierson in Londen, Museum Beelden aan Zee in Scheveningen, SHV/Paul Fentener van Vlissingen in Utrecht, Ahold en Dura Vermeer.

## Prijzen (ontwerpen)
Naast monumentale werken ontwierp zij tevens prijzen, zoals de Blijvend Applaus Prijs (voor podiumartiesten), de IJ-prijs van PricewaterhouseCoopers en de gemeente Amsterdam (voor bijzondere Amsterdamse ondernemers), de VSB Poëzieprijs, het 'Duurzame Lintje' (van het IVN), De Ovatie (klassieke muziekprijs van de Vereniging van Schouwburg- en Concertgebouwdirecties), de Heldringprijs (voor de beste columnist van NRC Handelsblad) en de televisievakprijs De TV-Beelden, die in 2013 in het leven werd geroepen.
Zelf ontving zij in 1985 de Uriotprijs van de Rijksakademie van Beeldende Kunsten. In 2015 werd zij genomineerd voor de Elisabeth van Thüringenprijs voor het project Uitzicht op Kinderdroomkunst, voor het Onze Lieve Vrouwe Gasthuis (OLVG) in Amsterdam.

## Tekeningen en poëzie
Tekeningen van Iris Le Rütte werden gepubliceerd in onder meer NRC Handelsblad en het literaire tijdschrift Hollands Maandblad. In 2005 publiceerde zij samen met Leo Vroman de bundel De mooiste gedichten waarin zij tekeningen maakte bij poëzie van Leo Vroman. Le Rütte publiceert sinds 2006 zelf ook gedichten, onder meer in Hollands Maandblad. In Daar begint de poëzie, werd haar gedicht Echt opgenomen. In 2015 verscheen haar boek "Ik dicht je bij me" (99 Uitgevers/Publishers, zesde druk 2019), waarin haar gedichten en tekeningen gecombineerd zijn.

## Solotentoonstellingen (selectie)
- 2021 Culinair Landgoed Parc Broekhuizen, Leersum
- 2019 Huis de Pinto, Amsterdam
- 2015-2016 Museum Beelden aan Zee, Scheveningen
- 2003 Singer Museum, Laren
- 2007-2008 Museum Beelden aan Zee, Scheveningen
- 2011 Schlossgarten Oldenburg (D)

## Groepstentoonstellingen (selectie)
- 2019-2020 Museum Kranenburgh, Bergen (NH), expositie buitenbeelden in tuin
- 2016, 2017, 2018, 2019 PAN, beurs voor kunst, antiek en design, Amsterdam
- 2017 Kasteeltuinen Arcen, buitenbeeldententoonstelling, samen met Paul de Reus, Pieter Obels en Tajiri
- 2017 "Art in Oisterwijk", buitenbeeldententoonstelling, met onder meer Armando, Lucebert, Klaas Gubbels, e.a.
- 2015 "Blickachsen 10", Bad Homburg (D), internationale beeldententoonstelling, galerie Scheffel i.s.m. Middelheim, Antwerpen
- 2011-2012 Galerie Scheffel, Bad Homburg (D)
- 2010-2011 Allemensen! Het mooiste uit de collectie Beelden aan Zee, Museum Beelden aan Zee, Scheveningen
- 2011 "Blickachsen 8", Bad Homburg (D), internationale buitenbeeldententoonstelling, gastconservator Jan Teeuwisse
- 2009-2010 Mythos und Metamorphose, Gerhard Marcks Haus, Bremen
- 2008-2009 Rijksmuseum aan Zee, Scheveningen - Museum Beelden aan Zee, Scheveningen in samenwerking met het Rijksmuseum, Amsterdam
- 2008 Against nature, Museum Beelden aan Zee, Scheveningen, in samenwerking met Henry Moore Institute te Leeds
- 1999 IMF, Washington (VS)
- 1998 Galerie Metis, Amsterdam
- 1992 Bloom Gallery, Amsterdam
- 1991 Galeria Estampa, Madrid
- 1988 Koninklijk Nederlands Instituut Rome, Rome

## Werken in de openbare ruimte (selectie)
- Vergeet nooit te dromen, beeld op de schoorsteen van het OLVG-Oost, Amsterdam
- Goirle - in uitvoering (oplevering in 2020) sculptuur ter ere van Ireen Wüst
- Serooskerke (Walcheren) - "Halve Gouden Rijder" (2018), beeld ter herdenking aan gevonden goudschat
- Oldenburg (D) - "Daphne im Wind", een 4 meter hoog beeld voor 'Landesmuseum für Natur und Mensch' (particuliere sponsors)
- Zoetermeer - Daphne in de Wind (2015) een 2,4 meter hoog beeld, op de Begraafplaats Hoflaan (Zoetermeer) (Gemeente Zoetermeer)
- Amsterdam - "Uitzicht op Kinderdroomkunst" (2014), beeldenreeks van 130 m lang op het dak van het ziekenhuis OLVG (met bijdrage van het Amsterdams Fonds voor de Kunst)
- Amsterdam – "De Ovatie" (2013), sculptuur in Concertgebouw
- Almere - Erfgoedmarker (2012 e.v.), beeld van cortenstaal met informatiebord, markeert diverse archeologische vindplaatsen in Almere en omgeving
- Leiderdorp - Hazen (2012), gemeentehuis (Dura Vermeer)
- Aalsmeer - Rozenplein (2009), ontwerp plein met led-verlichting (gemeente Aalsmeer, GEMA, Phanos)
- Leiderdorp - Licht (2008-2009), hekwerk met beeld en gedicht om waterterras bibliotheek (Gemeente Leiderdorp)
- Zwolle - Rozenboom (2008), bronzen sculptuur ter herinnering aan WO II (Gemeente Zwolle in samenwerking met DHL-groep)
- Amsterdam - Hazentafel (2006), Oud-Zuid (Stadsdeel Zuid, gemeente Amsterdam)
- Amsterdam - Fata Morgana (2005), drie plaatstalen dromedarissen op spoortalud Wibautstraat (Stadsdeel Oost-Watergraafsmeer en Amsterdams Fonds voor de Kunst)
- Nieuwegein - Vertrouwen (2005), bronzen bootje voortgeduwd door een hand
- Groningen - Meisjespaard met pump (1997), bronzen half paard uit muur (UMCG)
- Oldenzaal - Daphne (boomvrouw), Liedje (twee haasjes), Iucundi acti labores (draperiebank) (2003), drie bronzen sculpturen in Park Kalheupink (Oldenzaalse Serviceclubs)
- Ommen - Het zwarte paard, Bokje op ei, Kring, Ezelsbruggetje (1999), vier bronzen beelden op Markt (Gemeente Ommen, Overijssel)
- Opmeer - Zonder titel (1997), bronzen benen uit het water met gouden ei (Gemeente Opmeer)
- De Schiphorst - Bokje op ei (landgoed en chateauhotel de Havixhorst i.s.m. particuliere sponsor)
- Wageningen - Actaeon (1995), in tweeën gedeeld bronzen hert (Universiteit Wageningen)
- Zwolle - Alles verandert, niets vergaat (1996), drie bronzen beelden met benenparen langs vaart (Gemeente Zwolle)
- Haarlemmermeer - In de wind (1994), bronzen in tweeën gedeelde giraffe op plein (Gemeente Haarlemmermeer, Hoofddorp)

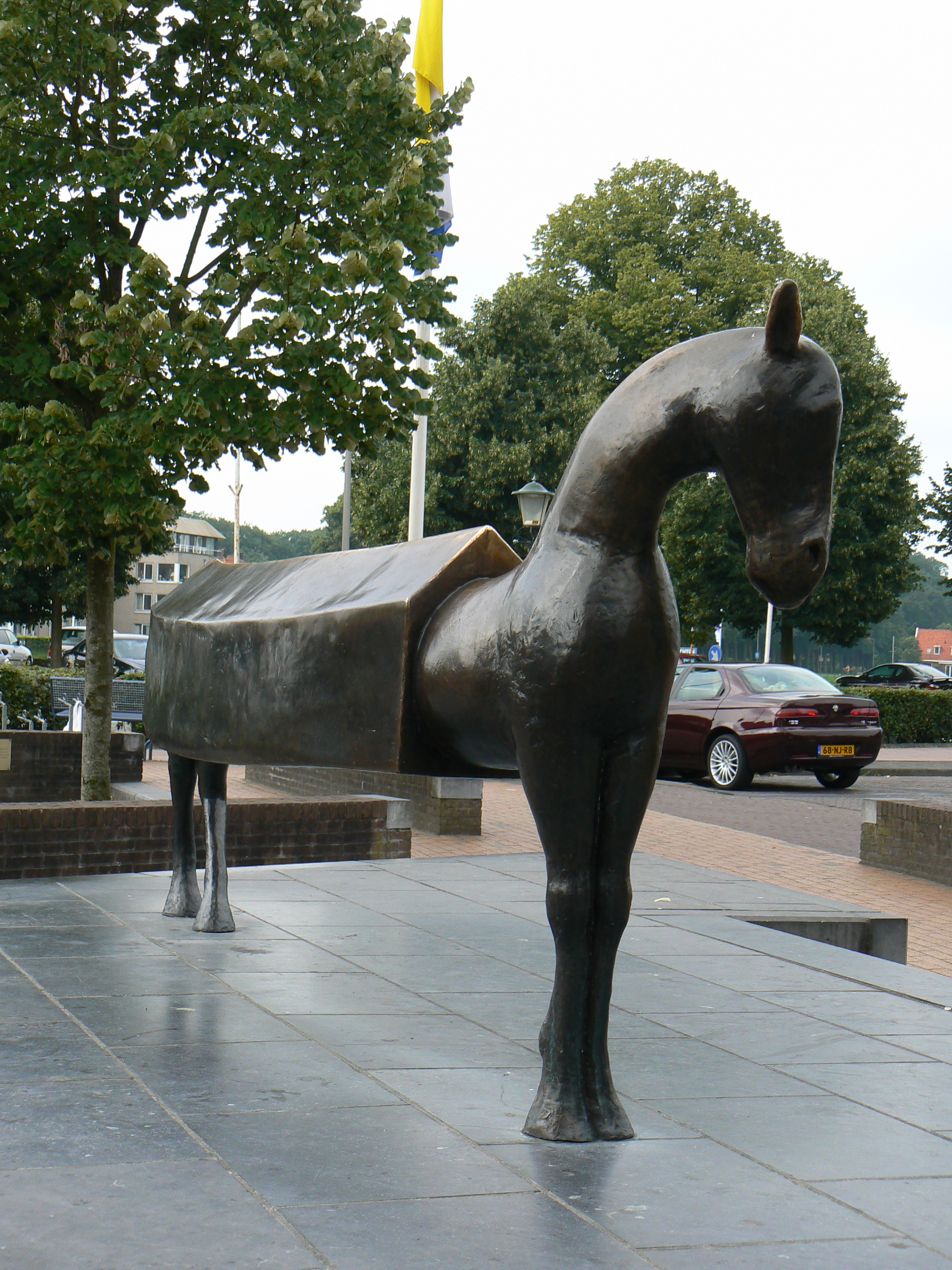
Ommen: Het Zwarte Paard (1999)
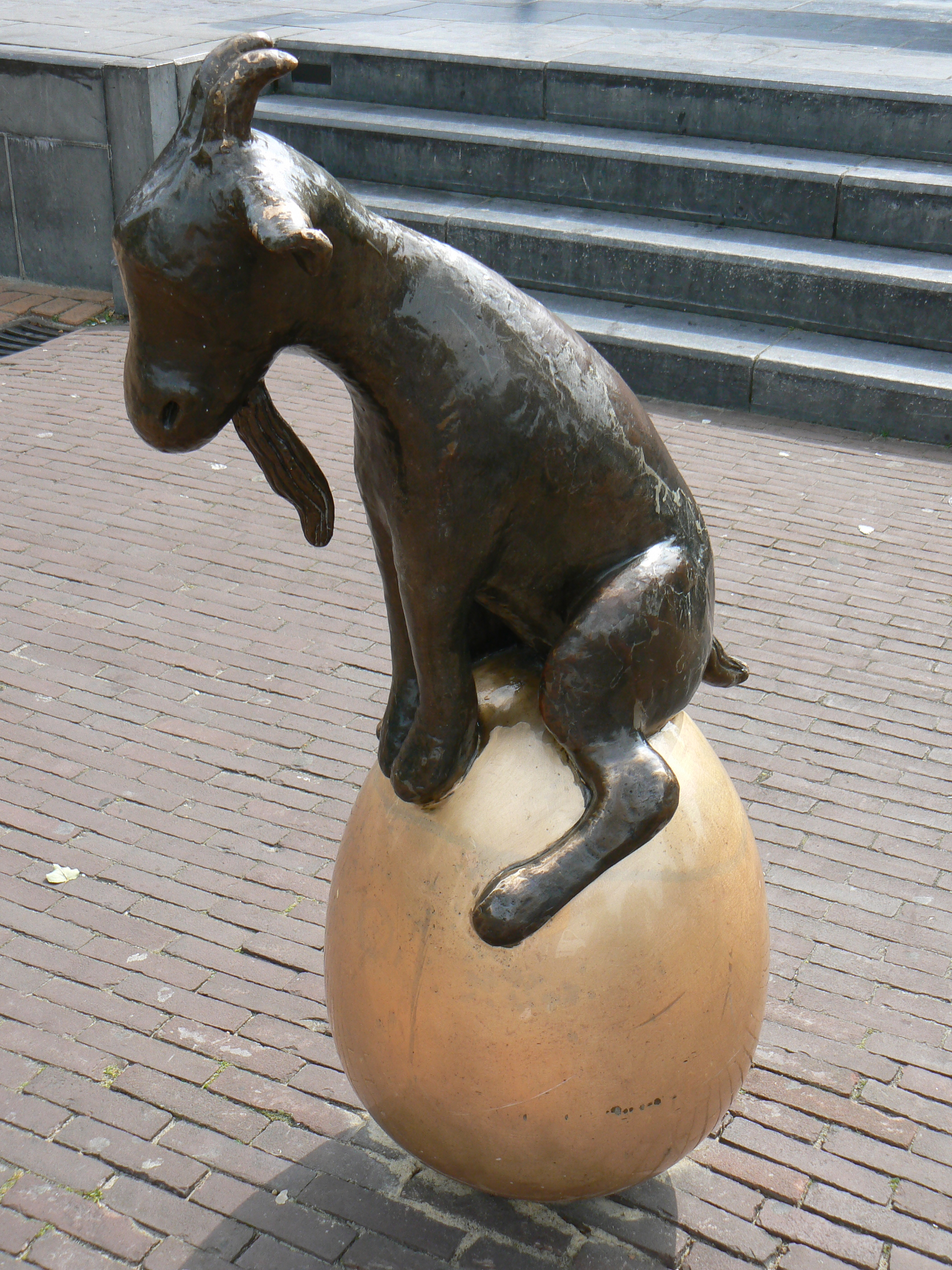
Ommen: Bokje op ei (1999)
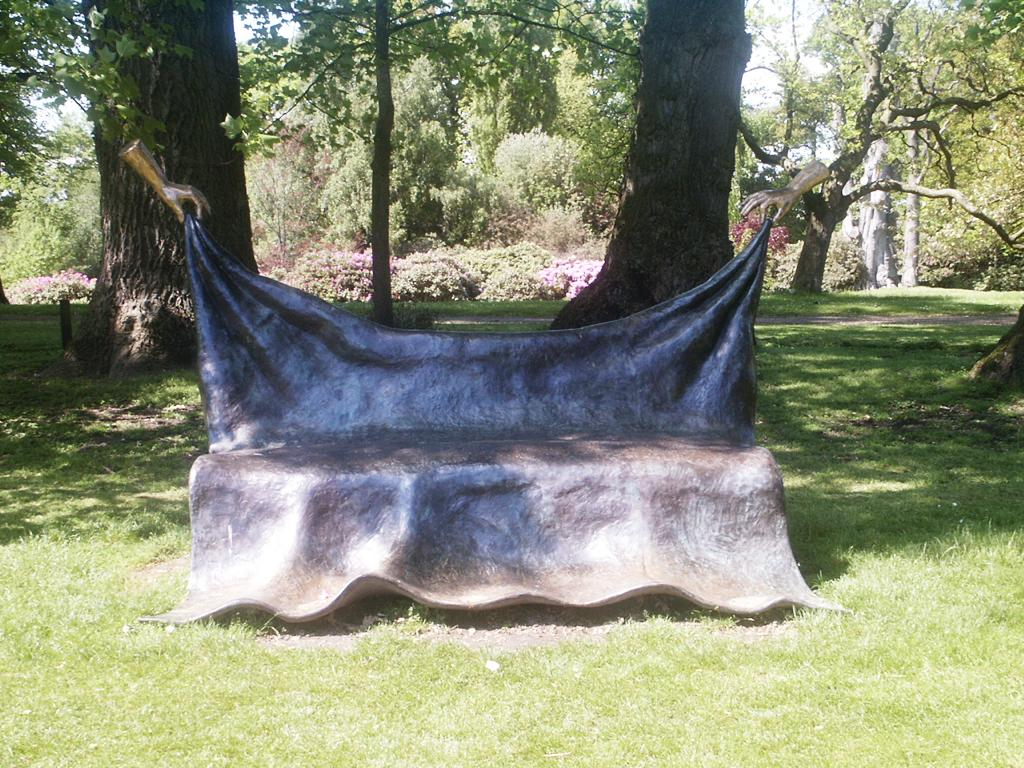
Oldenzaal: Iucundi acti labores (draperiebank) (2003)
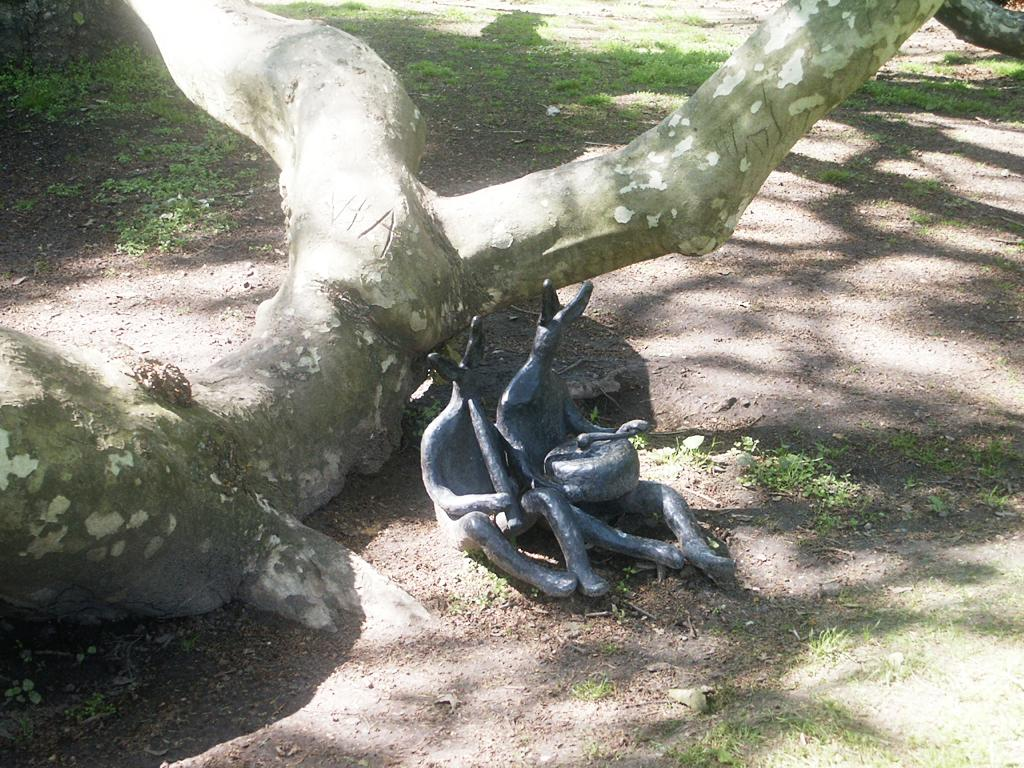
Oldenzaal: Liedje (2003)
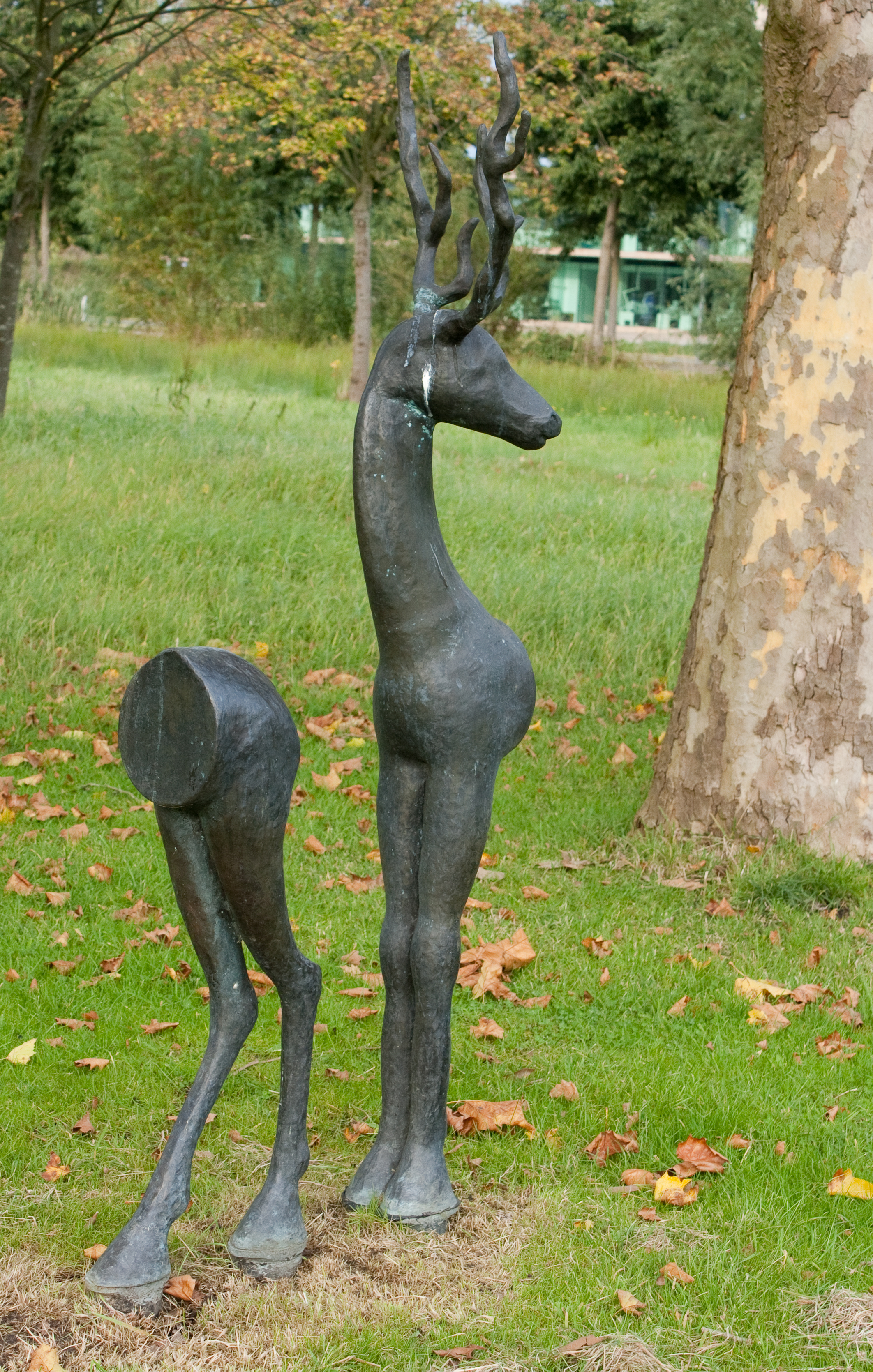
Wageningen: Actaeon (1995)